# 前提主義
前提主義（ぜんていしゅぎ、presuppositionalism）とは、前提が結論を決するとする弁証論であり、キリスト教弁証論のうち、カルヴァン主義、改革派教会において支配的な弁証神学である。　コーネリウス・ヴァン・ティルとGordon Haddon Clarkには相違がある。
ヴァン・ティルは、「キリスト教についての正統的見解の最も首尾一貫した表現は、改革派信仰において見出される、何であれ正統的見解の基礎となっているのは、神の先行的自存と、聖書に記されている神御自身についての神の無謬の啓示という、前提である」と述べている。
前提主義は、神の啓示である聖書を前提とし、聖書によらない他の世界観の誤りを明らかにし、キリスト教信仰を敵から守ろうとする。前提なしには人間は何も理解できないと主張し、非再生者と再生者の2種類の人間と前提があり、非再生者であるノンクリスチャンと再生者であるクリスチャンの間と、宇宙そのものに中間領域が存在しないとする。

## 歴史
前提主義の古い起源は聖書自身に見出される。それはローマ1:18-22、詩篇18:2。またプロテスタントでは外典の知恵の書13:5。ダマスコのイオアンの弁証論の本質も前提主義であり、信仰者と不信仰者の共通の基盤は神の存在である。アウグスティヌスにもヒントが示されているとされる。“What I do know of myself, I know by Thee enlightening me.”(告白第一巻, 1章) この言説に沿ってヴァン・ティルは「人間の心」は先天的に啓示から来るとする。(The Defense of the Faith, Ch. 5)
現代の前提主義の起源あるいは復興は、オランダ出身の神学者で正統長老教会の教役者コーネリウス・ヴァン・ティルである。ヴァン・ティルは1920年代に信仰の真理の防衛のために、前提主義のアプローチを採用した。